# Contea di Caswell
La contea di Caswell, in inglese Caswell County, è una contea dello Stato della Carolina del Nord, negli Stati Uniti. La popolazione al censimento del 2000 era di 23 501 abitanti. Il capoluogo di contea è Yanceyville.

## Storia
La contea di Caswell fu costituita nel 1777.